# Мбенг, Аблай
Аблай Мбенг (фр. Ablaye Vieux Mbengue; род. 19 мая 1992 года) — сенегальский футболист, нападающий клуба «Аль-Араби».

## Карьера
Начинал играть на профессиональном уровне в сенегальской команде «АСК Диараф». В 2013—2015 годах выступал в чемпионате Габона за клуб «Сапен», в сезоне 2013/14 стал лучшим бомбардиром чемпионата с 15 забитыми голами и вошёл в символическую сборную сезона, составленную журналом «La Transversale». Зимой 2015 года был на просмотре в турецком клубе «Адана Демирспор».
24 февраля 2015 года перешёл в «Терек». 20 марта 2015 года Аблай дал первое своё интервью, как игрок «Терека». 2 мая 2015 года дебютировал в матче против «Ростова», выйдя на замену на 45 минуте матча, на 83 минуте забил гол и тем самым принёс победу своей команде. В матче следующего тура с московским «Спартаком» 11 мая Аблай отыграл 90 минут и забил два гола во втором тайме. «Терек» в это время играл в меньшинстве. В следующем туре форвард забил свой четвёртый гол за грозненскую команду, отличившись в выездном матче против тульского «Арсенала».
7 ноября 2015 года, в матче 15-го тура чемпионата России, Мбенг вышел на замену на 78-й минуте матча против московского «Спартака» и на 81-й минуте встречи забил шедевральный гол. Приняв мяч грудью на линии штрафной сенегалец исполнил бисиклету и мяч от перекладины влетел в ворота. Этот гол принёс волевую победу грозненцам — 2:1. Лучшим сезоном сенегальского форварда является 2016/17, где за 22 матча сенегалец забил 7 мячей.
29 марта 2021 года был отдан в аренду минскому «Динамо». В начале октября того же года в одностороннем порядке расторг контракты с грозненским и минским клубами, став игроком израильской команды «Маккаби» из Петах-Тиквы, за что был обвинён в нарушении регламента ФИФА. 11 октября 2021 года стало известно, что Мбенг покинул израильский клуб, в рядах которого пробыл фактически лишь 4 дня.